# مطار شاهرود الدولي
مطار شاهرود الدولي (بالفارسية: فرودگاه بین المللی شاهرود)، هو مطار يقع في دولة ايران محافضة شاهرود وهو اكبر مطار في مقاطعة سمنان.